# Markatal mit Bockholter Dose
Markatal mit Bockholter Dose este o arie protejată (arie specială de conservare — SAC, sit de importanță comunitară — SCI) din Germania întinsă pe o suprafață de 268 ha, integral pe uscat.

## Localizare
Centrul sitului Markatal mit Bockholter Dose este situat la coordonatele 52°55′44″N 7°49′33″E / 52.9289°N 7.8258°E.

## Înființare
Situl Markatal mit Bockholter Dose a fost declarat sit de importanță comunitară în octombrie 1998 pentru a proteja 2 specii de animale. Situl a fost protejat și ca arie specială de conservare în octombrie 2009.

## Biodiversitate
Situată în ecoregiunea atlantică, aria protejată conține 9 habitate naturale: Lacuri și iazuri distrofice naturale, Cursuri de apă de la nivel de câmpie la nivel montan, cu vegetație Ranunculion fluitantis și Callitricho-Batrachion, Formațiuni ierboase bogate în specii de Nardus, dezvoltate pe substraturi silicioase în zone montane (și în zone submontane, în Europa continentală), Liziere de ierburi înalte hidrofile de câmpie și de nivel montan până la alpin, Mlaștini oligotrofe degradate, capabile încă de regenerare naturală, Mlaștini turboase de tranziție și turbării mișcătoare, Depresiuni pe substraturi de turbă de Rhynchosporion, Păduri acidofile de stejar bătrân cu Quercus robur pe câmpii nisipoase, Mlaștini împădurite.
La baza desemnării sitului se află mai multe specii protejate de  pești (2): Lampetra fluviatilis, cicar (Lampetra planeri).